# 石見機場
石見機場（日语：／ Iwami kūkō */?），設有萩‧石見機場（萩・石見空港）的愛稱，是一個位於日本島根縣益田市的機場，根據日本機場整備法被畫分為「第三種機場」。
機場位於島根縣西部的益田市市中心的西方約4公里處，乘客主要來自島根縣西部地區以及山口縣北部地區的萩市。
跑道方向是11/29，長2000公尺，跑道的東南側有1個供國內線使用的航站樓及1座空橋，機場內有2個中型噴射機用停機坪與1個小型噴氣式飛機用停機坪。

## 歷史
- 1973年3月：提出在石見建設機場之方案。
- 1987年12月：開始建設石見機場。
- 1993年7月：石見機場啟用。
- 1997年7月：往返東京國際機場之航線增加2班。
- 1999年6月：美軍岩國基地所屬的F/A18C型飛機緊急降落於石見機場
- 1999年11月：東京國際機場航班的其中1航班改為一週3航班。
- 2000年4月：東京國際機場之航班加為每天2航班。
- 2002年3月：開始使用「萩·石見機場」之暱稱。
- 2002年8月：美軍岩國基地所屬之UF-12型飛機緊急降落石見機場
- 2002年12月：東京國際機場之航班減少為1航班。
- 2004年10月：因為往大阪航班搭乘率低迷，所以改用DHC-8-Q400型飛機。

## 航空管制
| 種類              | 頻率                 |
| RDO (IWAMI RADIO) | 118.05 MHz 126.2 MHz |

航空管制是由國土交通省大阪航空局石見機場辦事處航空管制航行信息官負責。

## 航空保安無線施設
| 局名 | 識別信號 | 頻率       | 頻率     |
| 局名 | 識別信號 | VOR        | DME      |
| 石見 | IME      | 115.05 MHz | 1058 MHz |

由國土交通省大阪航空局石見機場辦事處航空管制技術官負責。

## 航空公司與航點
| 航空公司   | 目的地                      |
| ---------- | --------------------------- |
| 全日本空輸 | 東京/羽田 季節性：大阪/伊丹 |

## 交通

### 巴士
- 益田～石見機場線（石見交通經營）
益田站、中吉田口、綠丘卸團地～石見機場
- 益田～石見機場～萩線（石見交通和防長交通共同經營）
益田站～石見機場～須佐站～奈古站～東萩站～萩巴士中心

### 道路
- 島根縣道331號石見機場飯田線
- 島根縣道328號石見空港線

### 停車場
- 免費停車場，車位：312台。

## 機場周邊公園
- 風之丘公園
- 蟠龍湖
- 萬葉公園

## 外部連結
- 官方網站 （页面存档备份，存于）（日語）
- 石見機場介紹 （页面存档备份，存于）（日語）